# Blastania fimbristipula
Blastania es un género monotípico de plantas con flores perteneciente a la familia Cucurbitaceae. Su única especie: Blastania fimbristipula, es originaria de África tropical desde el norte de Nigeria hacia el este, hasta el sur de Sudán a Mozambique, Rodesia, también en Yemen y el subcontinente indo-pakistaní.

## Descripción
Son arbustos bajos o trepadores; con tallos alargados, muy ramificados, con surcos y en ángulo, glabros excepto los pelos dispersos en el nodo. Zarcillos delgados, alargados, simples. Hojas de 3,5-10 cm de largo y casi igual de ancho, lámina anchamente ovado-cordadas, escábrida-punteada por encima y por debajo, pelos escábridos apuntando hacia adelante en los nervios y los márgenes, tri-palmeado  - (raramente 5 -) lóbulos, segmentos generalmente ovado- oblongos, agudos, estrechados en la base, los segmentos laterales a menudo con mucrón aparente. Pecíolo de 2-4 cm de largo; brácteas estipulares de 7-15 mm de largo, más o menos suborbiculares, ciliadas con pelos tan largos como la amplitud de las brácteas. Flores diminutas (pétalos, ovado-ligulados, casi libres, de 1.5 mm de largo, 1 mm de ancho); flores masculinas 5-10 en el ápice de 2-4 cm de largo; flores femeninas solitarias sobre pedúnculos cortos; globoso ovario, ligeramente aguileña, de 2 mm de largo, 1.5 mm de ancho. Fruto globoso o achatado, glabra, c. 1,3 cm de diámetro. Semillas 2, ovoide, de 8 mm de largo, 5 mm de ancho, ovado-piriforme, plano-convexa,  suave, de cantos comprimidos.

## Taxonomía
Blastania fimbristipula fue descrita por Kotschy & Peyr. y publicado en Plantae tinneanae sive descriptio plantarum in ... 15–16, pl. 7. 1867.
Sinonimia
- Bryonia fimbristipula Fenzl ex Hook.f.	[2]